# バウギ

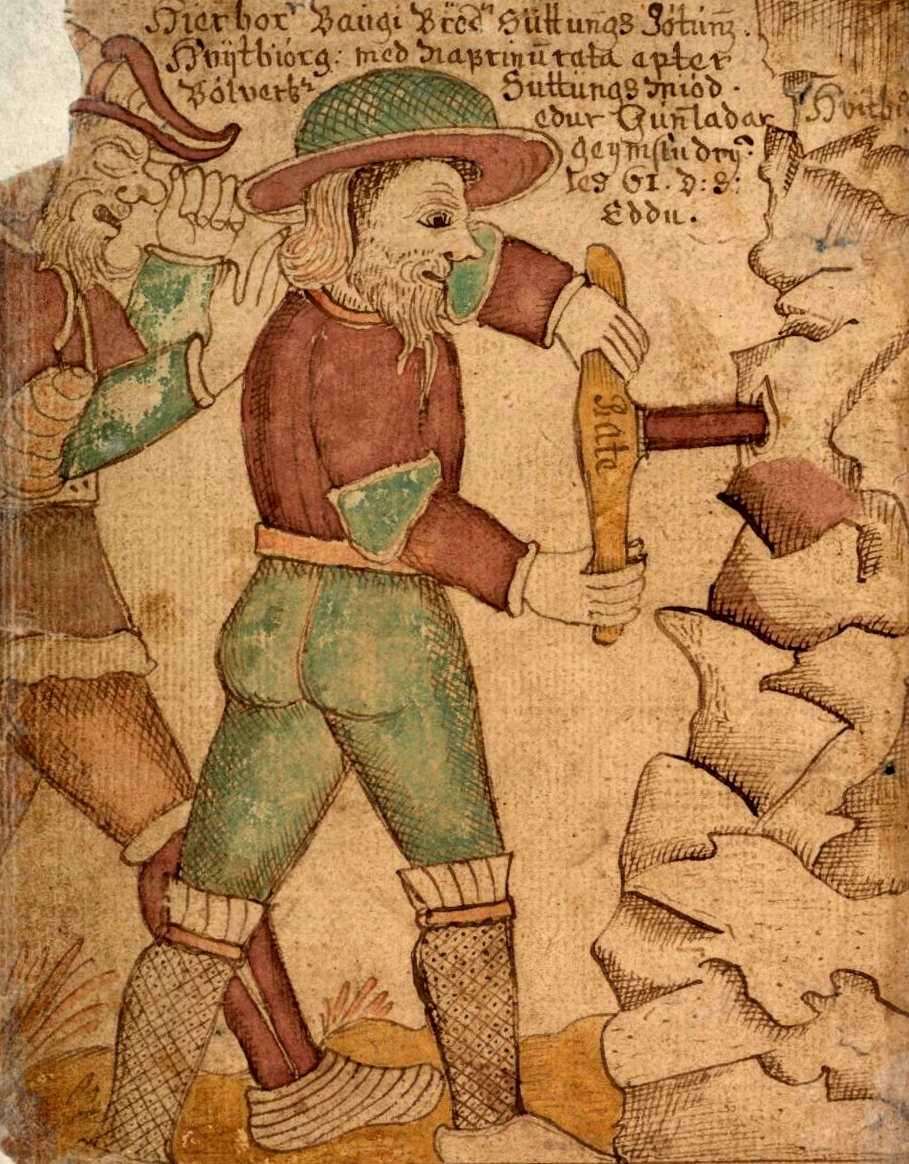
オーディンが内部に入れるようにバウギが山に錐で穴を開けている。18世紀のアイスランド語写本『SÁM 66』の挿絵。

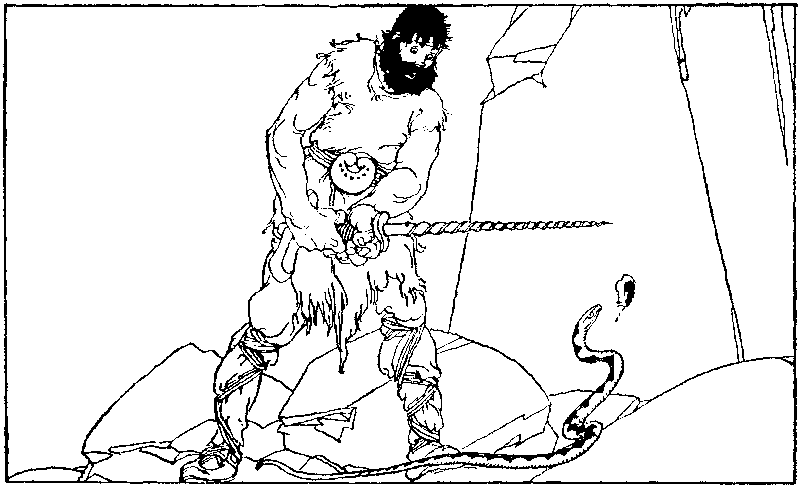
ウィリー・ポガニー(en)が1920年に描いた、バウギが錐で穴を開け、蛇に変身したオーディンが中に入ろうとする場面。

北欧神話において、バウギ（古ノルド語: Baugi）は霜の巨人でスットゥングの弟である。スットゥングは父を殺害したフィアラルとガラールから詩の蜜酒を得た後、それを隠匿していた。
『スノッリのエッダ』第二部『詩語法』によると、オーディンはこの蜜酒を入手することに決めた。オーディンはボルヴェルクと名乗ってはバウギの元へ行き、彼の9人の奴隷を殺し合わせた。働き手をなくしたバウギのために、オーディンは農民として夏の間中働いた。秋になるとオーディンは報酬として、スットゥングの保管している蜜酒の数口分を要求した。バウギとオーディンはスットゥングに頼みに行ったが断られた。そこでバウギは、蜜酒を隠している山にラチ(Rati)という錐で穴を開けた。するとオーディンは蛇に変身し、内部に滑り込んだ。内部ではスットゥングの娘グンロズが蜜酒を守っていた。オーディンは彼女を口説いて3夜を共にし、自分に3口分だけ譲ってくれるように彼女を説得し、ついに彼女が応じた。オーディンはその蜜酒を全部飲み込み、鷲に変身して逃げたのである。